# Усцяни-Нові
Усцяни-Нові (пол. Uściany Nowe, нім. Fichtenwalde) — село в Польщі, у гміні Піш Піського повіту Вармінсько-Мазурського воєводства.
У 1975-1998 роках село належало до Сувальського воєводства.